# Diplopedia

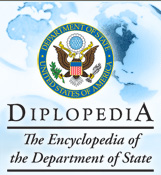
Diplopedia Logo

Diplopedia，被標榜為「美國國務院百科全書」（Encyclopedia of the United States Department of State），是美國國務院國際信息局電子外交處（eDip）的一個計劃，為運行在美國政府內部網「OpenNet」上的一個Wiki。網站收集關於外交、國際關係和國務院情報等內容。
這個wiki可能被位於美國國內外的美國外交部門所使用，可以透過國家內網瀏覽。此外此站點也作為美國情報體系底下各單位組成的「Intelink-U」內部網路其中一個唯讀鏡像網站讓使用者進行瀏覽。這兩個網站都被美國政府評為敏感但未分類站點，也由於其機密性而都不對公眾開放使用。
與維基百科相同，皆使用MediaWiki做為網站架構。

## 建立與使用
這個專案在Bronk於Wikimania 2006上的介紹後，於當年9月開始正式運作，此為前任國務卿康朵麗莎·萊斯在轉型外交概念下所做的大力推動而開始的計劃其中一部分。根據該計劃，人員利用維基、部落格、社群和虛擬工作環境等Web 2.0技術為代表性不足的領域提供外交服務。在她卸任之後，該計劃繼續在希拉蕊·柯林頓的外交巧實力願景之下進行發展，相當依賴網路發展出的新媒體，以及Twitter、Facebook和YouTube等大型的商業社群媒體網站。
在Wikimania 2008中，eDiplomacy公佈了Diplopedia維基專案截至2008年7月的的狀態。根據當時發表的題目：「Diplopedia：美國國務院中的維基文化」（Diplopedia: Wiki Culture in the U.S. Department of State）中所提到，其中共有4,400多則條目、1000個註冊用戶編輯、並擁有65萬次的頁面瀏覽量。
在2009年1月，Diplopedia以及其他27種線上技術被Wired雜誌評選為「小布希政府執政時期最佳政府科技應用」（The Best Government Tech of the Bush Years）之一。
到了2010年2月，這個維基已經有超過10,000則條目，由2000位用戶進行編輯。
在Wikimania 2012上的一則報告指出，Diplopedia已經擁有16,300則條目和超過5,000位已註冊用戶。

## 收錄內容

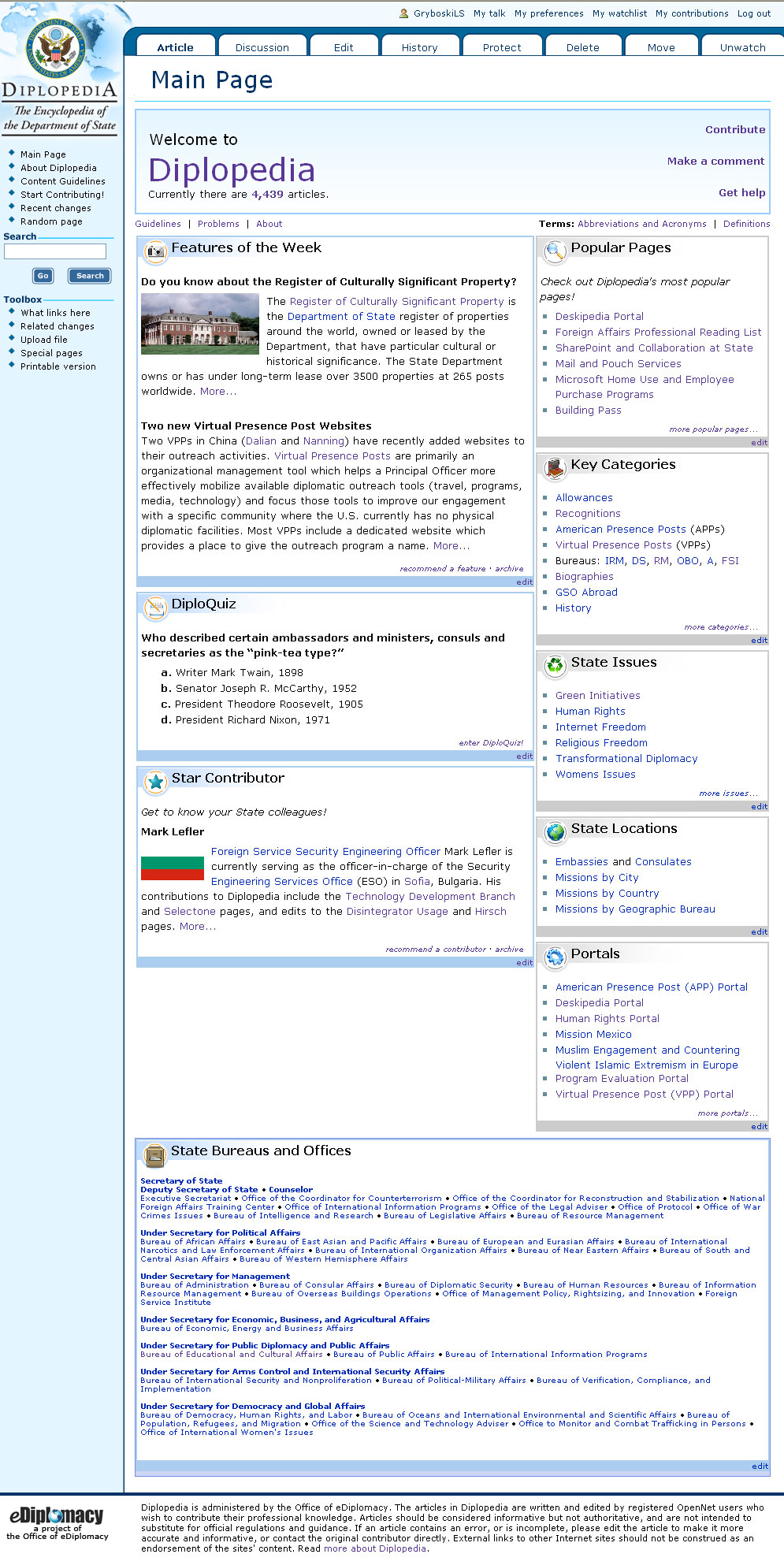
Diplopedia的首頁截圖

對於駐外單位的人員們而言，Diplopedia全面性的收錄了工作上所需要的資訊。駐外單位的人員任期大多為兩年一任，往往沒有多少時間來學習新工作的內容和處理方式。而Diplopedia提供了一份外交人員手冊，向他們提供例如如何建立駐外單位的行事規定、下達決策、或是在接收到參議院給予的任務後，能夠完成使命等各方面的建議。
約40個快速入口網站能夠幫助部門員工查找和提供有關具體計劃，經濟問題和國際政治的訊息。最近增加的是外交政策專家分享和整理訊息的工作空間的部分，而這些訊息能夠作為支援外交單位能夠解決包括經濟、政治、人權和人口在內的重大全球問題之基礎。

## 社群實踐
維基提供眾多的使用彈性，社群的幾個辦公室利用它來維護和發佈有關日常運作和事件的知識。進入網站的任何人在註冊帳號之後，都可以自由的在Diplopedia創建和編輯條目（Diplopedia不允許匿名編輯）。因為Diplopedia旨在成為表達本部各種觀點的平台，所以不強制執行純粹的中立觀點政策。相反的，希望能夠透過單位內每個人的觀點，而能夠形成共識。而文章中的位置或觀點不能直接明確的代表相關利益群體的共識，應清楚地標明作者、單位或其代表的觀點。
Diplopedia有一個獨特的縮寫和縮略詞分類（為數不少的政府單位都有），這些都被歸類在「分類：縮寫」（Category:Abbreviation）中，並且最多指向關於縮寫代表的主題的條目。而這些資訊也按照對於外交官和外行人員等熟悉的類別進行分類，例如說海外使團、單位、通訊技術和資訊安全。此外百科內還包含了非百科全書的內容，包括筆記和內部管理興趣等等雜記事項。
而Diplopedia對於活躍用戶使用兩種分類：來自維基百科的神話生物、以及Intellipedia上使用的彩色帶。

## Intellipedia
根據維基百科的創辦人吉米·威爾斯於國會的證詞，有說到垂直和水平資訊共享的區別，並表明這兩者都可能是邁向電子化政府成功的嘗試之一。Intellipedia對於在跨部門水平的分享資訊來說是個優秀的範例，而 Diplopedia在國務院的官僚體系中共享資訊方面取得了類似的成功。在兩個維基平台上的聲明也都明確鼓勵著使用者們能夠適度的在雙邊交叉發布相關資訊來做分享。